# Liczba poczwórna
Liczba poczwórna – kategoria gramatyczna wyrażająca, że dana część mowy odnosi się do czterech osób lub przedmiotów. Formy liczby poczwórnej można odnaleźć w językach sursurunga i kiriwina.